# راجه‌سلطان‌پور
راجه‌سلطان‌پور (به انگلیسی: Rajesultanpur) یک منطقهٔ مسکونی در هند است که در اوتار پرادش واقع شده‌است.

## خصوصیات
راجه‌سلطان‌پور ۸ کیلومترمربع مساحت دارد ۱۴۵ متر بالاتر از سطح دریا واقع شده‌است.